# 小倉百代
小倉 百代（おぐら ももよ、1984年4月11日 - ）は、日本の女優。京都府出身。
身長156cm。体重42kg。血液型はAB型。日本大学芸術学部卒。

## 出演

### 映画
- 母べえ（2008年） - 国防婦人 役
- 釣りバカ日誌19 ようこそ!鈴木建設御一行様（2008年） - 結婚式の客 役

### テレビドラマ
- 新選組血風録 第3話「芹沢鴨の暗殺」（2011年） - 小栄 役
- 塚原卜伝 第3話「将軍暗殺」（2011年）
- おかしな刑事 第8作「東京タワーは知っていた!」（2011年）
- 平清盛 第4話「殿上の闇討ち」（2012年）
- O-PARTS〜オーパーツ〜（2012年）
- 陽だまりの樹 第11話「運命の分かれ道」（2012年）
- 女三代 如月法律事務所 第2作「〜もう一つの真実〜」（2011年）
- 相棒season11第15話「同窓会」（2013年） - 間宮寿子 役
- 事件救命医〜IMATの奇跡〜（2013年）
- 吉原裏同心 第5話「父と娘」（2014年） - 吉野 役
- 黒服物語 第7話「最終章! 杏子ママ監禁!? 今 明かされる放火犯」（2014年） - 優美 役
- 警視庁捜査一課9係 season11 第6話「花の殺人」（2016年） - 藤山聖子 役

### その他のテレビ番組
- 奇跡体験!アンビリバボー
- 最新ショートショートスペシャル
- わたしが子どもだったころ 三浦雄一郎編（2010年）
- タイムスクープハンター
  - タイムスクープハンター シーズン2 第2 - 9話（2010年） - 戦火の女 役
  - タイムスクープハンター#シーズン3#タイムスクープハンター シーズン3スペシャル 戦国SOS カラス天狗を追え!（2011年）
- 三つのたまご（2010年）

### 舞台
- カナリアタウン
- こちらスーパーうさぎ帝国
- ブルーライオンの森
- 夜も昼も

### CM
- スカイライナー
- ソフトバンク ※ウェブCM

### VP
- 日本赤十字社
- ハイト眞露
- 富士電機テクノウェーブ吹上（ショールームナビゲーター）

### スチール
- キヤノン：写真教室EOS学園東京自動車整備振興会
- CREA
- HANAKA
- 二輪自動車 支部ポスター